# وینگز
وینگز یک گروه موسیقی راک بریتانیایی بود که از سال ۱۹۷۱ تا ۱۹۸۱ به رهبری سر پل مک کارتنی شروع به کار کرد. از اعضای آن می‌توان به: پل مک کارتنی (خواننده) لیندا مک کارتنی (نوازنده) دنی سیول (درامر) و هنری مک کلو (نوازنده) اشاره کرد.

## علت تشکیل
بعد از از هم پاشیدن بیتلز، پل مک کارتنی به همراه همسرش، لیندا ایستمن تصمیم به ایجاد این گروه موسیقی گرفتند. گر چه وینگز موفقیت بیتلز را برای پل تکرار نکرد اما محبوبیت او بیشتر شد. دوران عضویت در وینگز از سال ۱۹۷۰ تا ۱۹۸۱ بود. در این گروه پل هم خواننده و هم ملودی سرا و رهبر گروه بود.